# František Sudík
František Sudík (14. srpna 1944, Všeradice – 27. září 2022) byl český fotbalista, zpočátku útočník, které se později stal obráncem.

## Fotbalová kariéra
Hrál za Škodu Plzeň. V československé lize nastoupil ve 229 utkáních a dal 3 góly. V Poháru vítězů pohárů nastoupil v 2 utkáních. Vítěz Českého a finalista Československého poháru 1970/71 a finalista Českého poháru 1978/79. V Poháru vítězů pohárů nastoupil ve 2 utkáních. Základní vojenskou službu absolvoval v dresu RH Cheb a zahrál si v krajském přeboru Západočeského kraje a divizi skupiny A.

## Ligová bilance
| Ročník                                     | Zápasy | Góly | Klub        |
| ------------------------------------------ | ------ | ---- | ----------- |
| Západočeský krajský přebor 1964/1965       | -      | -    | RH Cheb     |
| Divize A 1965/1966                         | -      | -    | RH Cheb     |
| 2. československá fotbalová liga 1966/1967 | -      | -    | Škoda Plzeň |
| 1. československá fotbalová liga 1967/1968 | 15     | 2    | Škoda Plzeň |
| 2. československá fotbalová liga 1968/1969 | -      | -    | Škoda Plzeň |
| 2. československá fotbalová liga 1969/1970 | -      | -    | Škoda Plzeň |
| 1. československá fotbalová liga 1970/1971 | 24     | 0    | Škoda Plzeň |
| 2. československá fotbalová liga 1971/1972 | -      | -    | Škoda Plzeň |
| 1. československá fotbalová liga 1972/1973 | 26     | 0    | Škoda Plzeň |
| 1. československá fotbalová liga 1973/1974 | 29     | 0    | Škoda Plzeň |
| 1. československá fotbalová liga 1974/1975 | 26     | 1    | Škoda Plzeň |
| 1. československá fotbalová liga 1975/1976 | 29     | 0    | Škoda Plzeň |
| 1. československá fotbalová liga 1976/1977 | 30     | 0    | Škoda Plzeň |
| 1. československá fotbalová liga 1977/1978 | 30     | 0    | Škoda Plzeň |
| 1. československá fotbalová liga 1978/1979 | 20     | 0    | Škoda Plzeň |
| CELKEM 1. liga                             | 229    | 3    |             |